# روش لومن
روش لومن یا روش شار نوری روشی در محاسبات روشنایی است که با استفاده از آن می‌توان شدت روشنایی متوسط را روی هر سطح دلخواه محاسبه کرد. برخلاف روش نقطه به نقطه که جواب‌های دقیقی به دست می‌دهد، در روش لومن تغییرات شدت روشنایی بین نقاط محاسبه نمی‌شود. مهمترین مزیت این روش سادگی آن است. این روش علاوه بر کاربرد در محاسبات روشنایی داخلی در محاسبات روشنایی خارجی مانند معابر و خیابان‌ها هم کاربرد دارد.

## تاریخچه
این روش بر پایهٔ آزمایش‌های هریسون و آندرسون در سال ۱۹۲۰ میلادی در آمریکا است و تکیهٔ آن بر اصل بقای انرژیست. هریسون و آندرسون اتاق‌های آزمایشی بسیاری را با اندازه‌های مختلف و ضرایب انعکاس گوناگون مورد آزمایش قرار دادند و نتایج حاصل را به صورت منحنی‌هایی برای استفادهٔ طراحان ارائه کردند. این منحنی‌ها رابطهٔ بین ضریب بهره روشنایی و مشخصه اتاق (عددی که بر پایهٔ ابعاد اتاق حاصل می‌شود) را نمایش می‌دادند. این منحنی‌ها سال‌ها مبنای انجام محاسبات روشنایی بودند اما رفته‌رفته با آزمایش‌های بیشتر و کمک رایانه‌ها، روش‌ها و جداول کاملتری جایگزین منحنی‌های قدیمی شده‌اند. در ادامهٔ تکامل روش لومن ابتدا روش لومن با استفاده از شاخص فضا در بسیاری از کشورها بکار گرفته شد. امروزه روش جدیدتری نیز توسط انجمن مهندسان روشنایی آمریکا با عنوان روش تقسیم ناحیه‌ای∗ نیز ارائه شده است.

## شرح روش
در این روش شدت روشنایی لازم برای یک محیط را از استانداردهای مربوطه به دست می‌آوریم و سپس تعداد چراغ‌های لازم و محل نصبشان را محاسبه می‌کنیم.
بنابراین هدف روش لومن محاسبهٔ تعداد و محل چراغ‌ها برای تأمین یک شدت روشنایی متوسط معین است. اگر در یک اتاق فرضی سقف و دیوارها را منعکس‌کنندهٔ کامل در نظر بگیریم و نیز فرض کنیم که کف اتاق همهٔ شار نوری تابیده‌شده را جذب می‌کند، در این صورت شدت روشنایی متوسط کف برابر است با {\displaystyle E_{av}={\frac {\phi }{A}}} که در آن {\displaystyle \phi } شار نوری همهٔ چراغ‌های اتاق و A مساحت کف اتاق است. اما در عمل مقداری از نور توسط چراغ‌ها، دیوار و سقف جذب می‌شود و همهٔ آن به کف اتاق سطح کار نمی‌رسد، برای نشان دادن تأثیر این عوامل از یک ضریب به نام ضریب بهره روشنایی (CU) استفاده می‌کنند و فرمول را به صورت {\displaystyle E_{av}={\frac {\phi }{A}}CU} می‌نویسند. محاسبهٔ دقیق مقدار CU کار مشکلی است، روش لومن با تکیه بر نتایج آزمایش‌های انجام‌شده، محاسبات را آسان می‌کند.